# Klosterstraße 19–21 (Mönchengladbach)

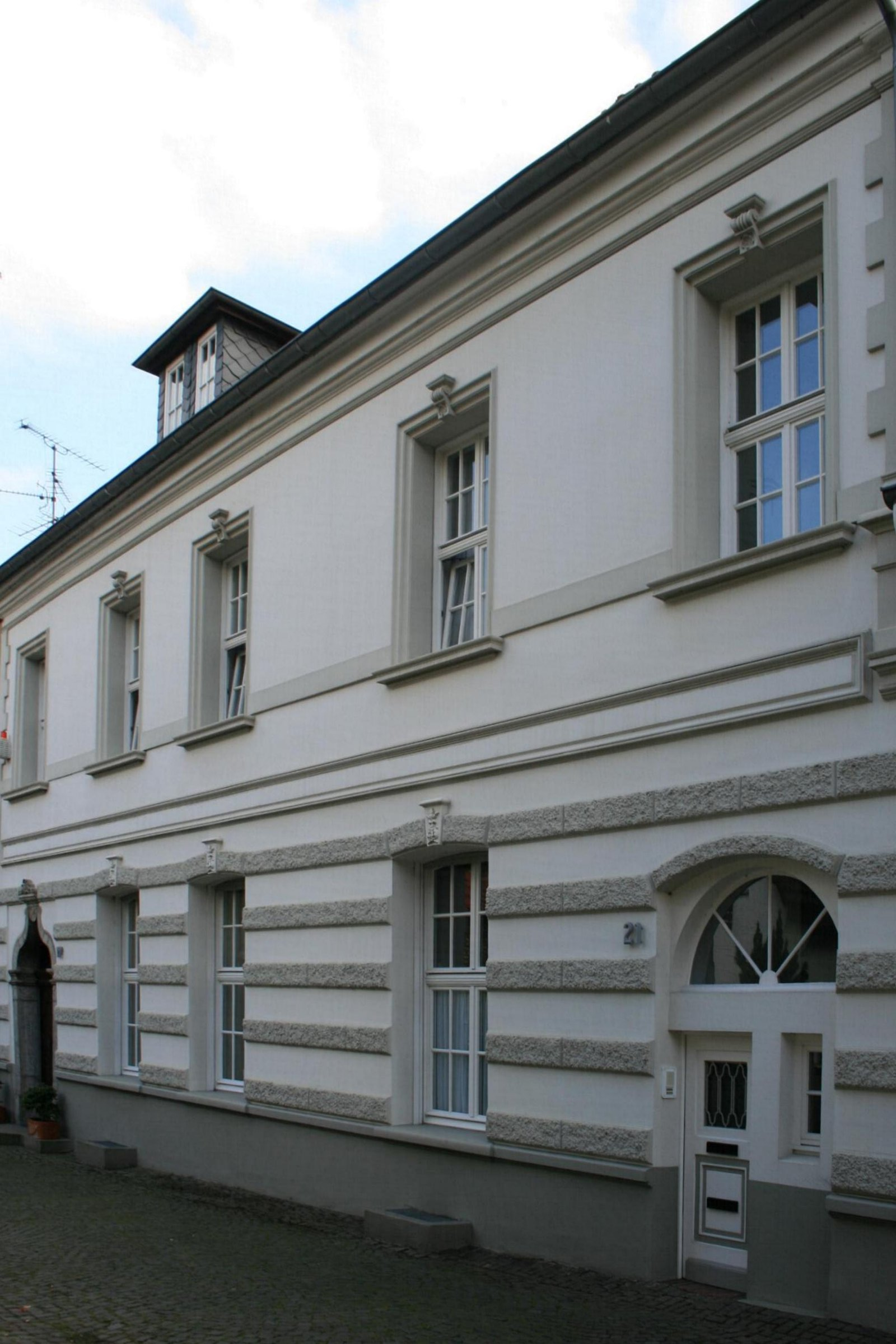
Fassade (2010)

Das Wohnhaus Klosterstraße 19–21 steht im Stadtteil Wickrath in Mönchengladbach (Nordrhein-Westfalen).
Das Gebäude wurde im 15. Jahrhundert erbaut. Es wurde unter Nr. K 036  am 15. Dezember 1987 in die Denkmalliste der Stadt Mönchengladbach eingetragen.

## Architektur
Das Gebäude des einstigen Kreuzherrenklosters stammt in seinen Ursprüngen aus dem 15. Jahrhundert und wurde Ende des 17. Jahrhunderts durchgreifend umgebaut und erweitert. Das Haus Rente, einst Westflügel der vierseitig geschlossenen und in Backstein aufgeführten Klosteranlage, präsentiert sich heute mit einer gegliederten Stuckfassade.
Das traufständige Wohnhaus auf L-förmigem Grundriss hat fünf Fensterachsen in zwei Geschossen und wird von einem Satteldach abgeschlossen.
Das Wohnhaus Klosterstraße 19–21 gilt als erhaltenswert, da es als repräsentativ gestaltetes großbürgerliches Wohnhaus des Historismus aufgrund seiner ortsgeschichtlichen und bauhistorischen Bedeutung von hohem dokumentarischen Rang ist.